# Schnell Gyula
Schnell Gyula Arnold németül: Julius Ardold von Schnell (Bazin, 1886. január 23. – Salgótarján, 1958. november 6.) felvidéki német tanár, Nógrád vármegyei iskolaigazgató, első világháborús veterán, a Salgótarjáni BTC sportigazgatója.

## Élete

### Családja
Apja Schnell Gyula Gusztáv, modori adóellenőr , majd fűszer és festékkereskedő. Apai nagyapja Schnell Endre (1813-1881) országgyűlési képviselő, akit V. Ferdinánd magyar király emelt nemesi rangra. Anyja Paulik Josephina, Paulik József bazini fősebész lánya.
Felmenői között megtalálható Mohl Éliás evangélikus püspök, Jurenák János országgyűlési képviselő, a Siebenfreud család, az Ott család és további befolyásos felvidéki nemesi famíliák.
Távoli rokonságban állt Ott Péter Károly osztrák császári tábornokkal,  Stromszky Ferenc Sámuel evangélikus püskökkel, Pfitzner Sándor magyar/amerikai gépészmérnök, feltalálóval, Domanovszky Endre  Kossuth- és Munkácsy-díjas magyar festővel és további ismert történelmi személlyel.

### Pályafutása
A tanító oklevelét 1907-ben szerezte meg. Működését Turóctölgyesen kezdte, majd Turcsokon tanított. 1912-ben került a salgóbányai iskolához. 1914-ben önkéntesként jelentkezett a hadseregbe, ahol a m. kir. kolozsvári 38. honvéd gyaloghadosztály parancsnokságának távíró századában őrmesterként szolgált. A háborút az olasz és az orosz harctéren küzdötte végig. Megsebesült, az összeomláskor olasz hadifogságba esett. 1919-ben mint hadirokkant tért haza. Hősies helytállásáért az Ezüst Vitézségi Érem II. osztályával, Bronz Vitézségi Érmével, a Károly-csapatkereszttel és a Signum Laudissal tüntették ki.
1919-ben tért vissza Salgóbányára, ahol folytatta a tanítást. Tanította a salgóbányatelepi iskola IV. leány és V-VI. vegyesosztályát, a III-VI. vegyesosztályban a karéneket, a fiú továbbképzőiskolában a számtant és mértant. Az 1920-as évek közepétől a salgóbányatelepi Leventemozgalom főoktatója volt.
1920-ban a Salgótarjáni BTC egyik alapítója, pártolója, majd választmányi tagja. 1932-ben a klub sportigazgatójává választották.
1934-ben nyerte el az iskolaigazgatói kinevezését.
1936-tól az ágostai evangélikus keresztények közgyűlésén a Nógrádi Evangélikus Egyházmegye képviselője.

### Magánélete
Schnell Gyula 1924-ben jegyezte el Gábler Vilmos, salgótarjáni művezető, mérnök és neje Billeter Hildegárd lányát Gábler Arankát (1902-1952). 1925-ben született első lányuk, majd 1927-ben a második, akit 1948-ban még egy fiú követett.
Schnell Gyula 1958-ban hunyt el cukorbetegségben.